# رامون كورونا
رامون كورونا (بالإسبانية: Ramón Corona)‏ (و. 1837 – 1889 م) هو دبلوماسي من المكسيك . ولد في ولاية خاليسكو .
توفي في غوادالاخارا .